# Liberty Island
Liberty Island (dawniej Bedloe's Island) – nowojorska wyspa położona u ujścia rzeki Hudson.
Wyspa ta znajduje się całkowicie w granicach Jersey City, lecz podlega jurysdykcji ze strony Nowego Jorku, do którego należy. Jest niezamieszkana ze względu na charakter turystyczny (m.in. Statua Wolności), a od 15 października 1966 roku wpisana do Krajowego Rejestru Miejsc Historycznych.